# قرار مجلس الأمن التابع للأمم المتحدة رقم 1952
قرار مجلس الأمن التابع للأمم المتحدة رقم 1952، المتخذ بالإجماع في 29 نوفمبر 2010، بعد التذكير بالقرارات السابقة بشأن الحالة في جمهورية الكونغو الديمقراطية، بما في ذلك القرارات 1807 (2008) و1857 (2008) و1896 (2009)، جدد المجلس الحظر على الأسلحة وما يتصل بها من عقوبات لفترة أخرى حتى 30 نوفمبر 2011.
وقد صاغ القرار فرنسا.

## أعمال
وبموجب الفصل السابع من ميثاق الأمم المتحدة، مدد المجلس حظر الأسلحة على جمهورية الكونغو الديمقراطية لمدة عام، إلى جانب عقوبات السفر والمالية والنقل، ودعا كذلك جميع الدول إلى تنفيذ القيود. وفي غضون ذلك، طُلب من الأمين العام بان كي مون تمديد ولاية فريق الخبراء، مع إضافة خبير سادس للنظر في مسألة الموارد الطبيعية، لمدة عام. وطُلب من المجموعة التركيز على المناطق المتضررة من الجماعات المسلحة والشبكات التي تدعمها والشبكات الإجرامية وانتهاكات حقوق الإنسان. كما طلب مجلس الأمن من الدول الأعضاء تعزيز الوعي وتنفيذ مجموعة من المبادئ التوجيهية التي أوصى بها فريق الخبراء فيما يتعلق بممارسة العناية الواجبة من قبل المستوردين والصناعات التحويلية ومستهلكي المنتجات المعدنية من جمهورية الكونغو الديمقراطية، وذلك لاستبعاد الجماعات المسلحة من سلاسل توريد المعادن.
كما طالب القرار دول المنطقة بضمان عدم وصول أي دعم للجماعات المسلحة في شرق جمهورية الكونغو الديمقراطية. وطُلب من البلد نفسه اتخاذ إجراءات ضد الشبكات الإجرامية والتصدي للإفلات من العقاب السائد. وأخيراً، صدرت تعليمات إلى جميع البلدان للتعاون مع تحقيقات فريق الخبراء ونشر الإحصاءات بانتظام بشأن استيراد وتصدير الموارد الكونغولية.